# Hypericum boehlingraabei
Hypericum boehlingraabei är en johannesörtsväxtart som beskrevs av Kit Tan, Iatroú, Vold och P.Arne K. Strid. Hypericum boehlingraabei ingår i släktet johannesörter, och familjen johannesörtsväxter. Inga underarter finns listade i Catalogue of Life.